# Московский дворянский институт для девиц благородного звания
Московский дворянский институт для девиц благородного звания имени императора Александра III в память императрицы Екатерины II — закрытое женское учебное заведение Российской империи, входящее в ведомство учреждений императрицы Марии, существовавшее с 1890 по 1918 год в Москве.

## Основная история
В 1890 году был создан Институт московского дворянства для девиц благородного звания имени императора Александра III в память императрицы Екатерины II, основной задачей которого являлось воспитание девиц из семей древних дворянских родов в ценностях дворянской культуры. Институт вошёл в состав учебных заведений ведомства учреждений императрицы Марии. Учредитель института император Александр III так определил задачи нового учебного заведения: 

Отцы и матери да потщатся воспитывать детей своих, будущий род Российского дворянства, в духе веры, воспитавшей и утвердившей Россию, в правилах чести, в простых обычаях жизни, в неизменной преданности Престолу и истинному благу Отечества
.
16 августа 1901 года Специальной комиссией при Московском губернском предводителе дворянства под руководством князя П. Н. Трубецкого был подготовлен новый Устав учебного заведения, согласно которому наблюдением за учебно-воспитательной работой и благоустройством института занимался предводитель московского дворянства, а решением повседневных дел занимались: Правление, педагогический совет и директриса института. Непосредственное управление институтом выполняло Правление, в которое входили два почётных члена: граф С. Д. Шереметев и А. Д. Самарин (председатель Правления и почётный опекун института), а также члены: князь В. А. Голицын (почётный опекун этого института), Е. М. Пржевальский (почётный опекун этого института), московский уездный предводитель дворянства П. А. Базилевский (почётный опекун этого института), барон В. Д. Шеппинг, директриса института, инспектор классов и два члена (по учебной и хозяйственной части), избиравшиеся губернским дворянским собранием. Первой начальницей института была назначена О. А. Талызина. Для помощи небогатым девицам из семей дворян Московской губернии о замещении казенных вакансий и стипендий, в оплачивании обучения в институте, был создан фонд благотворителей, в число которых входили княгиня З. Н. Юсупова, князь С. М. Голицын, князь П. Н. Трубецкой, граф С. В. Орлов-Давыдов А. К. Фон Мекк и Ю. С. Нечаев-Мальцев.
В 1890 году институту было передано здание Запасного дворца у Красных ворот построенное в 1759 году. В 1902 году здание института было реконструировано для нужд института, под руководством архитекторов Н. В. Никитина и А. Ф. Мейснера. Дворец дополнился верхним этажом, главный корпус расширили и оформили в стиле классицизма. Одна из воспитанниц писательница Екатерина Мещерская так вспоминала жизнь в университете:
Он [институт] помещается в Запасном дворце у Красных ворот и называется еще Патриотическим, так как он в России единственный, в котором ученическая форма имеет цвета русского национального флага: белый, красный, синий. <...> В наших дортуарах, то есть спальнях, было всего десять градусов тепла. Кровати были жёсткие, с тонким тюфяком, одеяла лёгкие, байковые, белые с еле заметным ворсом. <...> Я любила наш институт — огромное белое здание Запасного дворца с залами, домовой церковью, большим тенистым садом, из которого вел, как говорили, подземный ход прямо в Кремль. Но больше всего мне нравились бесконечные коридоры
В 1906 году был начат учебный процесс в институте. В Дворянском институте обучались двести воспитанниц, из них пятьдесят казеннокоштных. В первый год в число воспитанниц было принято сто двадцать восемь человек, из которых: восемьдесят четыре девицы перешли из других Мариинских институтов, двадцать одна — из женских гимназий, а двадцать семь получили домашнее образование. При поступления в младший класс института, претенденткам необходимо было решить арифметическую задачу, написать диктант на русском и французском языках, переводившиеся из других учебных заведений предоставляли заверенные справки об успеваемости по всем предметам обучения. Основные учебные предметы при семилетнем сроке обучении были: математика, история, география, чистописание и рисование, физика и космография, русский язык и словесность, французский и немецкий языки, педагогика, естествоведение с гигиеной, Закон Божий, рукоделие, гимнастика, хоровое пение и танцы. При составлении учебных программ в институт были приглашены известные педагоги и учёные, в том числе академики Ф. И. Буслаев (по русскому и иностранным языкам) и Н. П. Кондаков (по рисованию и живописи). В последующем учебная программа в институте была пересмотрена при участии профессоров Н. И. Кареева и А. А. Кизеветтера. Вопросы по истории, в том числе по истории российского дворянства в старшем классе института преподавал известный специалист в этих вопросах Л. М. Савелов. Воспитанницы института в обязательном порядке в сопровождении профессора Б. А. Тураева посещали залы египетского искусства в Музее изящных искусств имени Александра III при Императорском Московском университете и осматривали экспонаты Румянцевского музея в сопровождении профессора Н. И. Романова. В институте был создан хор, которым руководил Николай Михайлович Данилин. С 1906 года институт посещали императрица Мария Фёдоровна, император Николай II и императрица Александра Фёдоровна. По окончании института выпускницам выдавались аттестаты общего образца с другими женскими институтами.
По воспоминаниям обучавшийся в институте Татьяны Аксаковой:
…в Дворянском институте, поместившемся в Запасном дворце у Красных ворот, всё было поставлено на широкую ногу. Достаточно сказать, что инспектором музыки был Рахманинов, зубы институткам лечил лучший московский дантист Янковский, французскую литературу преподавал гувернер Владимира Долгорукова mr. Portier, начальницей была большая умница и великий дипломат Ольга Анатольевна Талызина, и даже классные дамы, все как на подбор, были красивы и приятны… Воспитанницы получали очень много, как в смысле материальных забот, так и в смысле умственного развития, и вполне понятно, что в дальнейшей жизни многие из них вспоминали о доме у Красных ворот, как о „потерянном рае“
После Октябрьской революции институт был закрыт, здание рассматривалось как один из вариантов размещения советского правительства. Тем не менее оно заняло кремлёвские сооружения, а в бывшем Запасном дворце в 1919 году расположился Народный комиссариат путей сообщения.

## Правление института
- Самарин, Александр Дмитриевич (председатель)

### Члены Правления
- граф Шереметев, Сергей Дмитриевич
- князь Голицын, Владимир Александрович
- барон Шеппинг Владимир Дмитриевич
- Пржевальский, Евгений Михайлович
- Базилевский, Пётр Александрович[2][1][4]

## Руководство
- Талызина, Ольга Анатольевна[2][1]